# José Carlos Silveira Braga
José Carlos Silveira Braga   (Boa Esperança do Sul, 24 de gener de 1930 - Araraquara, 5 de gener de 2021), conegut com a Braga o Brandãozinho, fou un futbolista brasiler de la dècada de 1950.
Al Brasil va ser jugador de Paulista de São Carlos, Jabaquara, Palmeiras i Santos FC. L'any 1952 marxà a França per jugar a AS Monaco i Niça. El 1957 creuà els Pirineus per jugar a Celta de Vigo, una temporada a l'Espanyol, on només jugà 9 partits de lliga, i al Reial Oviedo.